# 七君子事件

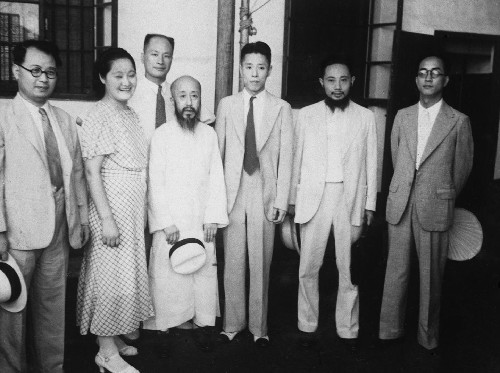
1937年7月31日七君子在苏州监狱被释放前的合影。左起王造时、史良、章乃器、沈钧儒、沙千里、李公樸、邹韬奋。

七君子事件是指1936年全国各界救国联合会执行委员沈鈞儒、章乃器、鄒韜奮、史良、李公朴、王造時、沙千里等抗日七君子遭南京國民政府逮捕的事件。

## 背景
九一八事變發生後，中國各地掀起了抗日救國運動的浪潮。随着华北局势日趋紧张，北平学生于1935年12月发起抗日救国的“一二·九”运动。1935年12月12日，沈钧儒、王造时等人联署宣言，支持“一二·九”运动。1935年12月21日，史良等人发起成立上海妇女界救国联合会。1935年12月27日，上海文化界救国会举行成立大会，推举马相伯、沈钧儒、邹韬奋、章乃器、陶行知、李公仆、王造时、史良、顾名、沈兹九等35人为执行委员。1936年1月28日，在纪念“一·二八事变”四周年纪念日，正式成立上海各界救国联合会，其中包括上海的文化界救国会、妇女界救国会、大学教授救国会、职业界救国会等。1936年2月9日，沙千里等人发起成立上海职业界救国会。1936年5月31日至6月1日，全国各界救国联合会（以下简称“救国会”）在上海圆明园路中华基督教青年会全国协会举行成立大会，全国各界救国联合会成立。救国会成立大会通过《全国各界救国联合会成立宣言》、《全国各界救国联合会章程》等文件，选举沈钧儒、王造时、沙千里、史良、章乃器、陶行知、李公朴、孙晓村、曹孟君、刘清扬、何伟等14人为常务委员，选举宋庆龄、何香凝、马相伯、邹韬奋、吴耀宗等40余人为执行委员和候补执行委员。救国会成立大会宣布，救国会现阶段主要任务是“促成全国各实力派合作抗敌”，为此救国会向中国各党派建议“立刻停止军事冲突”、“立刻释放政治犯”、“立刻派正式代表进行谈判，以便制定共同抗敌纲领，建立一个统一的抗敌政权”。《全国各界救国联合会章程》规定，“本会以团结全国救国力量，统一救国方案，保障领土完整，图谋民族解放为宗旨”。救国会的政治主张与中国共产党关于抗日民族统一战线的主张吻合。毛泽东肯定了救国会的主张，表示“极大的同情和满意”，同时提出中国共产党愿在纲领上签名，并指示中国共产党党员应参加各地救国会组织的各类形式的救国活动。
1936年6月至9月，中国国民党地方实力派中的广西新桂系与广东陈济棠展开两广事变。在此前后，中国共产党与各中国国民党地方实力派相互加强了联系，并争取中国国民党中央停止内战。1936年5月5日，中国共产党向国民政府发出《停战议和一致抗日通电》，将“抗日反蒋介石”政策转变成“逼蒋介石抗日”政策。5月25日，毛泽东致信阎锡山，争取共同抗日。1936年7月15日，国防会议成立，蒋介石兼任议长。8月14日，毛泽东致信傅作义，表明了举国抗战的主张。8月25日，中共中央致信中国国民党，再度呼吁停止内战、建立抗日民族统一战线。9月1日，中共中央向党内发出了《关于逼蒋抗日问题的指示》。9月22日，毛泽东致信李济深、李宗仁、白崇禧等人，阐述联蒋抗日的意义。
1936年7月10日，中国国民党召开五届二中全会。救国会推派沈钧儒、章乃器、史良、沙千里、彭文应五位代表到南京市请愿，要求二中全会议决停止内战、立即对日本作战、开放民众救国运动。中国国民党派出中央委员、南京市市长马超俊接见请愿团。随后，救国会发表《对二中全会的宣言》，提出释放政治犯、以武力制止日本增兵华北等要求，要求二中全会接受人民要求，督促中央立即对日本宣战。沈钧儒、章乃器、史良等人在南京招待新闻界，介绍救国会的主张，要求新闻界多登载救国运动消息，推进抗日救国运动。
1936年7月15日，沈钧儒、章乃器、陶行知、邹韬奋4人联名发表《团结御侮的几个基本条件与最低要求》，呼應中國共產黨停止內戰、組成抗日民族統一戰線的主張，要求蒋介石应赶快设法作抗日救国的真正准备，并同情西南当局出兵北上抗日的宣言，要求國民政府停止“剿共”、釋放政治犯。
救国会主张的“停止内战、抗日救亡”与当时南京国民政府的“攘外必先安内”政策完全相左，因此受到官方很大疑忌。救国会刚成立，上海市市长吴铁城便视之为“反动团体”。救国会诸位人士通过潘汉年、胡愈之与中国共产党有所交流。救国会还曾先后致电张学良、傅作义、宋哲元等地方实力派，请其出兵绥远，共同抗日。救国会的这些行动挑动了中国国民党当局的神经，中国国民党当局先后停止了沈钧儒所在法学院的招生，查封了邹韬奋的生活书店、李公朴的补习学校。
1936年8月9日，在救国会沈钧儒、章乃器、王造时、史良等人领导下，上海召开近2000人参加的民众缉私抵货大会，抵制日货。9月18日，救国会举办游行集会，纪念九一八事变五周年，史良率领妇女界救国会的队伍走在最前面，队伍在老西门被事先布置的警车和大批军警镇压，妇女队伍受伤100多人，其中重伤20多人，2人生命垂危，史良为救被打女学生而被打伤。
1936年10月19日，鲁迅在上海病逝。经宋庆龄提议，丧事由救国会筹办。经史良、沈兹九、胡愈之等人商定，将为鲁迅送葬变成了大规模示威游行，六七千人参加送葬，蔡元培、宋庆龄也都参加，史良和其他救国会领导人走在队伍最前面。
1936年11月，上海日商纱厂工人举办万人反日大罢工。11月12日, 救国会在上海静安寺路举行孙中山诞辰纪念大会，千余人参加，沈钧儒、章乃器、王造时、史良、沙千里发表演说，表示要继承孙中山联俄、联共、扶助农工的三大政策，加紧民族解放斗争，挽救民族危机。大会响应上海日商纱厂工人罢工，一致通过成立日商纱厂罢工后援会，并当场募捐四万余元。后援会将捐款换成米票，通过工人组织发给罢工工人，罢工最终取得了胜利。
救国会积极参与援助这次罢工，引起了日本的极度不满。日本驻沪总领事若杉即命領事约见上海市秘书长俞鸿钧，要求逮捕幕后推动罢工的沈钧儒等人。俞鸿钧先是以证据不足为由拒绝，但日本方面以军事行动相威胁，上海方面乃妥协。

## 事件经过
1936年11月23日凌晨，沈钧儒、王造时、章乃器、邹韬奋、李公朴、沙千里分别被上海公共租界巡捕房巡警逮捕。事发后，沈钧儒之子赶到沈钧儒律所的合伙人张耀曾家求助。救国会负责人、上海律师潘震亚也到正诚律师事务所托付俞钟骆、李文杰律师。当天早8时，张耀曾、李文杰等人赶到法院，张志让、鄂森、蔡六乘等律师也在场。沈钧儒等人被关押在法庭旁边的房间内，未能与律师谈话，只得由其本人或家属自行签具委托书呈交法庭。在法庭上，上海市公安局的来人表示被捕人员与罢工有关，并且明确说明自己是奉南京方面命令而来，要求将被捕人员移送上海市公安局关押。张耀曾等人指出，巡警拘捕时未出示拘票，被捕人员不符合羁押条件，反对羁押及移送。法庭接受了律师的主张，裁定被告责付律师保释。

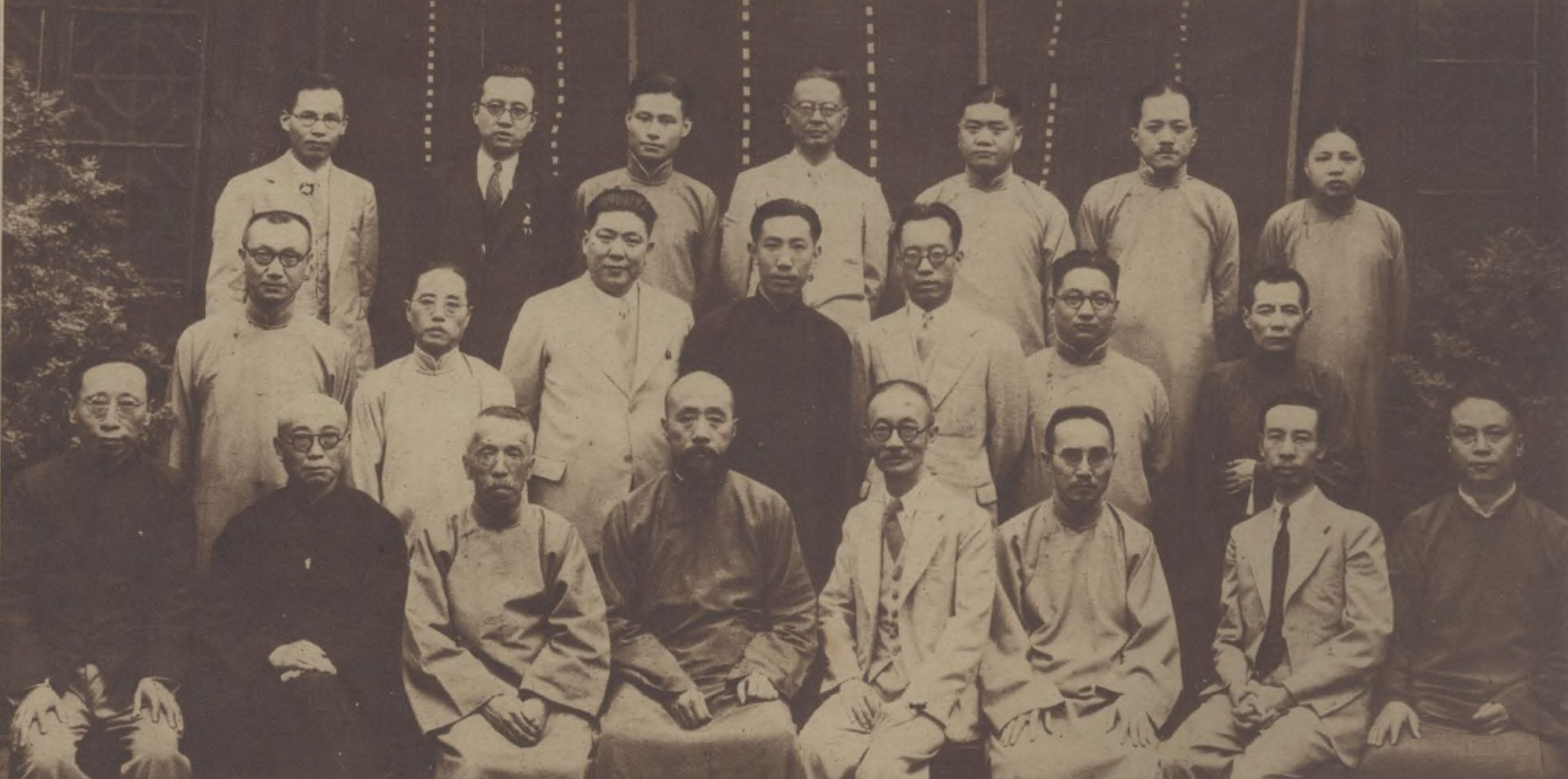
由后至前分别是：
谢居三、李文杰、汪葆楫、陈霆锐、朱斯耀、庄骧、薄铸
徐佐良、俞承修、孙祖基、鄂森、江一平、陈志皋、秦联奎
吴曾善、李国珍、张祖望、刘崇佑、江庸、李肇甫、张志让、俞钟骆

保释当日，上海公共租界巡捕房便以发现了新证据、案犯有逃亡之虞为由，向法院申请拘票，在当日午夜又将各人逮捕。翌日午时，江苏高等法院第二分院开庭，由郁华（郁达夫的哥哥）及另外两位推事提讯沈钧儒、王造时、李公朴、沙千里四人之案。同日，江苏高等法院第三分院亦讯问章乃器、邹韬奋。当时史良咳血卧病家乡，并未归案，受到通缉。
1936年12月3日，南京国民政府司法行政部部长王用宾、江苏高等法院首席检察官孙鸿霖共同商议，决定让检察官翁赞年主办该案。翌日，沈钧儒、王造时等人被移解到江苏高等法院横街看守所。不久，史良投案。因证据不足，“七君子”一直被羁押，4个月后才被提起公诉。
羁押期间，因“七君子”均为名人，看守所对其很优待。史良因为是女性而被另外关押，其他6人共用四间“小巧玲珑的小洋房”作为关押地点。6人将其中一间作为会客室，安置了沙发。囚室四周有个院落，辟为运动场，并种植花卉。沈钧儒任家长，章乃器任事务部长，李公朴任运动部长，沙千里任卫生部长，邹韬奋任监督部长。6人每日早7点半起床，读书写字、锻炼身体，晚11时就寝。其中邹韬奋仅4个月便写出近十万字论文。史良研究犯罪学，并经常将自己做的小菜送给6人。
“七君子”被捕的消息一披露，上海律师公会便紧急开会，由20多位律师组成律师团。1937年4月3日，检察官翁赞年提交起诉书，指控七君子“以危害民国为目的而组织团体，并宣传与三民主义不相容之主义”“共犯《危害民国紧急治罪法》第六条之罪”，他还列举出十大罪证。起诉书认为，全国各界救国联合会号召“建立起来一个统一的救国政权”，是不承认现政府，想另组政府；被告主张的“人民救国阵线”与中国共产党的“人民阵线”是同一名词，且在其出版物中也有“赞成中国共产党和中国红军这一个政策”；被告向张学良发电报“要求中央立即停止南京外交谈判，发动全国抗日战争”，不久张学良即发动“西安事变”，可见被告“勾结军人，谋为轨外行动，驯至酿成巨变，国本几乎动摇，名为救国，实则害国，要属无可讳言”。
“七君子”的律师团、救国会负责人及部分社会贤达在上海香港路银行俱乐部举行辩护律师会议，用时4小时，最后张志让执笔草拟出一篇两万字的答辩书。胡愈之当场见证，写出新闻稿送给各大报馆，以便次日见报。答辩书直指起诉书“颠倒是非，混淆黑白，摧残法律之尊严，妄断历史之功罪”。律师们认为：救国会的《抗日救国初步政治纲领》明定“救国阵线的共同敌人是日本帝国主义和汉奸”；救国会主张的“和平统一”与蒋介石《统一救亡》演说中“用和平的方法，来处理一切纷乱”一致，不违背政府政策；“西安事变”发生时，被告早已被捕；救国会的活动“无非欲求全国上下团结一致，共御外侮，与政府历来之政策，及现在之措置，均无不合”，起诉书对救国会宗旨和政府政策有许多不明之处，所列罪证无一成立，故应停止羁押，以昭雪冤狱。
1937年6月11日，“七君子”案正式开庭。当天，吴县军警戒备，法院门前布满岗哨。事前，法院发出120张特别旁听证，但因据称有外地青年来吴县，故法院将旁听证一律作废，禁止旁听。当天下午1时，“七君子”被押至法院，他们对不公开审理表示不满，称如不公开审理，则拒绝答话。律师们也称，如当事人都保持缄默，则律师也将不发表辩护意见。法院这才允许家属和新闻记者旁听。
当天下午1时50分，正式开庭。七位被告均神态自若。辩护律师着法袍，由刘崇佑、张耀曾、江庸、汪有龄四位年长者领队进入，分成两列就座。检察官和辩护律师就起诉书内容进行辩论，辩方律师提出有利被告的二十多条论据，并要求调查相关证人，但法庭全部当场驳回。庭审至晚7时20分结束，法庭宣布翌日续审，辩方律师请求延期以便阅卷和准备辩论，但未被法庭采纳。
当晚直至子夜，律师团一直在讨论次日辩论策略。律师俞钟骆提出，法庭不采纳有利被告的证据，显已存偏见，可声请回避。次日续审，“七君子”律师团提交回避声请。为表示抗议，开庭时，除了秦联奎、江一平等不知道该项策略的少数律师出庭外，其余律师均未到庭。当日审判长当庭宣告停止审判程序，等候裁定。
律师团的声请获支持，该案改由第二刑庭审理，主审朱宗周，陪审李岳、张泽浦。1937年6月25日上午9点半，法庭续审，除家属和新闻记者外一律禁止旁听。“七君子”在庭审中逐一发言，张志让、江庸、李肇甫、刘崇佑等律师先后发言要求调查证据。李文杰律师指出检方证据日期有误，起诉书失去根据时，全体律师起立同表抗议。后谈到调查有关张学良的证据，检察官表示反对，全体律师又起立抗议。庭审至当日下午6点结束，法庭裁定同意向国民政府军事委员会调卷查询张学良事，其余证据不允调查。律师团反复请求调查马相伯、傅作义等证人，审判长“笑颔之”，宣告退庭。
与此同时，庭外的营救也在进行。“七君子”被移解江苏高等法院看守所时，律师吴凯声便致信江苏高等法院院长、旅法同学王思默，请其关照“七君子”。张耀曾也通过杜月笙、钱新之、吴铁城等人在中国国民党高层游说。冯玉祥发动10万人签名，向中国国民党中央请愿，五千余位上海市民自发联名上书，请求恢复“七君子”自由。宋庆龄等人发动救国入狱运动，通过自愿入狱表达对“七君子”的支持，该运动获各界支持，例如电影界袁牧之、赵丹、白杨等人都具状要求收押入狱。北平学生在汤山演出“审判七君子”。世界知名学者如杜威、爱因斯坦、美国哥伦比亚大学国际学院院长孟禄等人也通电南京国民政府表示对此案的关心。报刊媒体多对“七君子”表示同情。
在中国国民党内部，也有政治解决该案件的尝试。1937年5月，中国国民党中央委员会秘书长叶楚伧通过杜月笙、钱新之向“七君子”表示，只要写悔过书，进入反省院，便可保释。1937年6月，蒋介石两度致电陈布雷，过问“七君子”案，嘱“七君子”具结悔过，悔过书内容可研商。但“七君子”拒不悔过，并将第二次《答辩书》函寄蒋介石。
当时为各被告辩护的律师如下：
- 沈钧儒——张耀曾、秦联奎、李肇甫；
- 章乃器——张志让、陆鸿仪、吴曾善；
- 邹韬奋——陈霆锐、孙祖基、刘崇佑；
- 李公朴——汪有龄、鄂森、陈志皋；
- 沙千里——江一平、汪葆楫、徐佐良；
- 史良——张志让、俞钟骆、俞承修；
- 王造时——江庸、李国珍、刘世芳[6]。

## 结束
1937年7月，七七事变发生，抗日战争全面爆发。1937年7月31日，江苏高等法院裁定，沈钧儒等被告因证据不足而延长羁押，导致被告精神痛苦，家属失其赡养，应家属沈谦等人声请，停止羁押。前上海律师公会会长张一鹏等人为其开具保状，同日，“七君子”在欢呼声中从看守所获释。民众召开欢迎会，请沈钧儒等人发言。沈钧儒表示：“不变初旨，誓为国家民族解放而斗争。”后来，沈钧儒、史良等人加入国民政府组织的国民参政会。
1938年12月6日，最高法院检察署检察官吴宏恩向最高法院具信称，审理七君子案的江苏高等法院一再迁移，事实上已不能行使审判权，声请将其管辖权转移到四川高等法院第一分院。“七君子”也函国民政府司法行政部，声请撤销此案。1938年12月31日，最高法院检察署向四川高等法院第一分院首席检察官发出训令，命该院详核有无撤回起诉的必要。
1939年1月26日，四川高等法院第一分院检察处检察官赖毓灵呈交《撤回起诉理由书》，认为该案所涉《危害民国紧急治罪法》已经过修正，被告所行各节不违背当前国策，应不起诉，该案依法应撤回起诉。1939年2月21日，最高法院检察署复令，将撤回起诉理由呈奉国民政府司法行政部存查。至此，“七君子”案在法律上告结。

## 七君子出狱后的个人经历
中國共產黨、民主人士當時極力奔走、營救因為呼吁抗日、反对内战而入獄的七君子。這七人出狱后先后成为中国共产党党员或各民主党派领导人。中华人民共和国成立後，除鄒韜奮和李公樸已去世外，其余五人均在新政府中任职。王造时后在反右运动中被打成右派，文革初期被关进看守所。其余4人中，沈鈞儒于1963年身居高位时病逝，章乃器在反右运动中被打成右派，史良在文革初期受到冲击，沙千里则在政坛一直较平稳。章乃器、沙千里、史良三位直到文革结束后方去世。
- 鄒韜奮：1944年7月24日病逝於上海。被追认为中国共产党党员。
- 李公樸：后为中国民主同盟中央执行委员、中国人民救国会中央常务委员，1946年7月11日在昆明遭到國民黨特务槍擊身亡，该事件与闻一多遇刺共称李闻惨案。
- 沈鈞儒：后曾为中国人民救国会主席、中国民主同盟中央主席，曾任中央人民政府委员、中华人民共和国最高人民法院院长、全国人民代表大会常务委员会副委员长、中国人民政治协商会议全国委员会副主席，1963年6月11日在北京醫院病逝。
- 王造時：曾任华东军政委员会委员、华东文教委员会委员，中国人民政治协商会议上海市委员会常务委员，上海市各界代表会议特邀代表。长期担任复旦大学教授。1957年被打成右派，1960年9月摘掉右派帽子，文革初期1966年11月被以群众专政名义关进上海市第一看守所，1971年8月5日在上海东方红医院（即瑞金医院）去世。
- 章乃器：后为中国民主建国会领导人，曾任中华人民共和国政务院政务委员、中华人民共和国粮食部部长。1957年被打為右派，文革初期曾被红卫兵打到體無完膚、奄奄一息。1975年摘掉右派帽子，1977年5月13日病逝於北京醫院。
- 沙千里：1938年加入中国共产党，后为中国民主同盟、中国人民救国会领导人。曾任中央人民政府贸易部副部长、中央人民政府商业部副部长、政务院财政经济委员会第六办公厅副主任、中华人民共和国地方工业部部长、中华人民共和国轻工业部部长、中华人民共和国粮食部部长、中华全国工商业联合会秘书长、中国人民政治协商会议全国委员会副主席。平安度过反右及文革。文革初期在周恩来的提议下，毛泽东批准了一个“一份应予保护的干部名单”，主要包括高级民主人士等，其中就包括沙千里。1982年4月26日去世。
- 史良：后任中国民主同盟中央副主席、主席。曾任中华人民共和国司法部部长，全国人民代表大会常务委员会副委员长，中国人民政治协商会议全国委员会副主席。反右时未受冲击。文革初期曾遭抄家，後來受到周恩來保護才全身而退。1985年9月6日於北京病逝。